# Kalapian
Kalapian is een bestuurslaag in het regentschap Serang van de provincie Banten, Indonesië. Kalapian telt 2965 inwoners (volkstelling 2010).